# Отран
Отран (фр. Autrans) насеље је и општина у источној Француској у региону Рона-Алпи, у департману Изер која припада префектури Гренобл.
По подацима из 2011. године у општини је живело 1640 становника, а густина насељености је износила 37,27 становника/km². Општина се простире на површини од 44 km². Налази се на средњој надморској висини од 1 050 метара (максималној 1.711 m, а минималној 1.005 m).

## Демографија
| 1962. | 1968. | 1975. | 1982. | 1990. | 1999. | 2011. |
| ----- | ----- | ----- | ----- | ----- | ----- | ----- |
| 980   | 988   | 1.330 | 1.370 | 1.406 | 1.541 | 1.640 |

График промене броја становника у току последњих година